# Чемпіонат світу з хокею із шайбою 2019 (дивізіон III)
Чемпіонат світу з хокею із шайбою 2019 — чемпіонат світу з хокею із шайбою, який пройшов у Софії (Болгарія) з 22 по 28 квітня 2019.

## Група А

### Учасники
| Збірна            | Результати 2018 року                 |
| ----------------- | ------------------------------------ |
| Люксембург        | 6-е місце у Дивізіоні ІІ В.          |
| Болгарія          | Господар, 2-е місце у Дивізіоні ІІІ. |
| Туреччина         | 3-є місце у Дивізіоні ІІІ.           |
| Китайський Тайбей | 4-е місце у Дивізіоні ІІІ.           |
| ПАР               | 5-е місце у Дивізіоні ІІІ.           |
| Туркменістан      | Кваліфікація, Група В.               |

### Підсумкова таблиця
| М | Збірна            | І | В | ВО | ПО | П | Ш     | О  | 1      | 2     | 3        | 4     | 5        | 6      |
| - | ----------------- | - | - | -- | -- | - | ----- | -- | ------ | ----- | -------- | ----- | -------- | ------ |
| 1 | Болгарія          | 5 | 5 | 0  | 0  | 0 | 39:7  | 15 |        | 3 - 1 | 6 - 2    | 7 - 0 | 11 - 2   | 12 - 2 |
| 2 | Туреччина         | 5 | 3 | 0  | 0  | 2 | 21:17 | 9  | 1 - 3  |       | 5 - 4    | 2 - 3 | 7 - 4    | 6 - 3  |
| 3 | Туркменістан      | 5 | 2 | 0  | 1  | 2 | 21:21 | 7  | 2 - 6  | 4 - 5 |          | 9 - 2 | 4 - 5 ОТ | 7 - 2  |
| 4 | Люксембург        | 5 | 2 | 0  | 0  | 3 | 15:20 | 6  | 0 - 7  | 3 - 2 | 2 - 9    |       | 4 - 5    | 5 - 2  |
| 5 | Китайський Тайбей | 5 | 1 | 1  | 0  | 3 | 23:35 | 5  | 2 - 11 | 4 - 7 | 5 - 4 ОТ | 5 - 4 |          | 7 - 9  |
| 6 | ПАР               | 5 | 1 | 0  | 0  | 4 | 18:37 | 3  | 2 - 12 | 3 - 6 | 2 - 7    | 2 - 5 | 9 - 7    |        |

## Група В (кваліфікація)
Матчі відбулись 31 березня — 6 квітня 2019.

### Учасники
| Збірна                     | Результати 2018 року                                |
| -------------------------- | --------------------------------------------------- |
| Гонконг                    | 6-е місце у Дивізіоні ІІІ.                          |
| Боснія і Герцеговина       | 2-е місце у Дивізіоні ІІІ (кваліфікація).           |
| Об'єднані Арабські Емірати | Господар, 3-є місце у Дивізіоні ІІІ (кваліфікація). |
| Кувейт                     | 4-е місце у Дивізіоні ІІІ (кваліфікація).           |
| Таїланд                    | Дебют.                                              |
| Киргизстан                 | Дебют.                                              |

### Підсумкова таблиця
| М | Збірна                     | І | В | ВО | ПО | П | Ш     | О  | 1      | 2      | 3       | 4       | 5      | 6      |
| - | -------------------------- | - | - | -- | -- | - | ----- | -- | ------ | ------ | ------- | ------- | ------ | ------ |
| 1 | Об'єднані Арабські Емірати | 5 | 4 | 0  | 0  | 1 | 46:14 | 12 |        | 11 - 1 | 8 - 2   | 10 - 3  | 13 - 1 | 4 - 7  |
| 2 | Гонконг                    | 5 | 4 | 0  | 0  | 1 | 31:18 | 12 | 1 - 11 |        | 6 - 5   | 7 - 0   | 12 - 2 | 5 - 0* |
| 3 | Таїланд                    | 5 | 2 | 1  | 0  | 2 | 26:19 | 8  | 2 - 8  | 5 - 6  |         | 5 - 4 Б | 9 - 1  | 5 - 0* |
| 4 | Боснія і Герцеговина       | 5 | 2 | 0  | 1  | 2 | 21:22 | 7  | 3 - 10 | 0 - 7  | 4 - 5 Б |         | 9 - 0  | 5 - 0* |
| 5 | Кувейт                     | 5 | 1 | 0  | 0  | 4 | 9:43  | 3  | 1 - 13 | 2 - 12 | 1 - 9   | 0 - 9   |        | 5 - 0* |
| 6 | Киргизстан                 | 5 | 1 | 0  | 0  | 4 | 7:24  | 3  | 7 - 4  | 0 - 5* | 0 - 5*  | 0 - 5*  | 0 - 5* |        |

Примітки: 

Збірній Киргизстану зараховано технічні поразки в чотирьох матчах з рахунком 0:5.